# Mr. Pickles
Mr. Pickles é uma série animada adulta, criada por Will Carsola e Dave Stewart para o canal Adult Swim. A série gira em torno da família Goodman, e o relacionamento do filho Tommy, com seu cachorro demoníaco, o Mr. Pickles.
Em julho de 2021, a serie chegou ao catalogo da HBO Max no Brasil, onde é possível encontrar todas as temporadas dubladas e com áudio original.